# Ludwig Rudolph de Hanovre
Le prince Ludwig Rudolph de Hanovre (en allemand Ludwig Rudolph Georg Wilhelm Philipp Friedrich Wolrad Maximilian Prinz von Hannover), né à Hanovre le 21 novembre 1955 et mort à Gmunden le 29 novembre 1988, est un membre de la maison de Hanovre et un producteur de musique.

## Biographie

### Jeunesse et carrière
Ludwig Rudolph est né à Hanovre, Basse-Saxe en Allemagne, troisième enfant et deuxième fils d'Ernst August, prince de Hanovre, prince héréditaire de Brunswick (1914-1987) et de son épouse la princesse Ortrude de Schleswig-Holstein-Sonderbourg-Glücksbourg (1925-1980). Ludwig Rudolph est un arrière-arrière-arrière-arrière-petit-fils de George III du Royaume-Uni et un arrière-petit-fils de Guillaume II, empereur allemand.
Ludwig Rudolph a suivi une formation de producteur de musique à Los Angeles et à Londres.

### Mariage et mort
Ayant obtenu le consentement de la reine Élisabeth II par décret du 15 septembre 1987 en vertu de la loi sur les mariages royaux de 1772, Ludwig Rudolph, luthérien, épouse la comtesse catholique romaine Isabella Maria von Thurn und Valsassina-Como-Vercelli (née en 8 septembre 1962 à Gmunden, Haute-Autriche), un ancien mannequin, dans le domaine autrichien ancestral de son père, le château de Bleiburg, en Carinthie, le 4 octobre 1987. Elle est la fille du comte Ariprand von Thurn und Valsassina-Como-Vercelli (1925-1996), dont la famille, une branche de la dynastie Della Torre, a régné sur Milan au XIIIe siècle, et de son épouse, née la princesse Maria von Auersperg en 1929. Ludwig Rudolph et Isabelle ont eu un fils, le Prince Otto Heinrich Ariprand George Johannes Ernst August Vinzenz Egmont Franz de Hanovre (né le 13 février 1988).
Le matin du 29 novembre 1988, après que le couple a reçu des invités dans leur maison Königinvilla (Villa de la Reine) à Gmunden, une maison qui leur a été léguée par le frère de Ludwig, Ernst August, le prince se rend dans la chambre où sa femme s'est retirée avant minuit, et trouve Isabelle étendue, toute habillée, sur leur lit. Les efforts de son mari et de ses amis pour la ranimer s'avèrent vains. Alors que les autorités enlèvent plus tard son corps et enquêtent sur les lieux, découvrant des seringues, de la cocaïne et de l'héroïne, Ludwig Rudolph, qui a fait l'objet d'une enquête antérieure sur des soupçons d'achats de drogue illégale, appelle son frère aîné, Ernst August, à Londres, l'implorant de s'occuper du fils de 10 mois du couple,. Puis il s'éclipse. Quelques heures plus tard, Ludwig Rudolph est retrouvé près du pavillon de chasse de sa famille à plusieurs kilomètres de là, sur le lac Traun. Il est dans sa voiture avec le moteur en marche. Il a le canon d'un fusil dans la bouche et est mort d'une blessure par balle,.
L'affaire est classée sans autre enquête. Ludwig Rudolph et Isabelle ont été enterrés le 2 décembre 1988 à Grünau im Almtal, en Autriche, après moins de 14 mois de mariage. La garde de leur fils en bas âge Otto Heinrich a été attribuée, contrairement aux souhaits exprimés par Ludwig Rudolph, aux grands-parents maternels de l'enfant. Il a grandi dans leur château, Schloss Bleiburg, en Autriche, puis a étudié l'art à l'Université d'art de Braunschweig à Brunswick. Il vit avec sa grand-mère maternelle à Salzbourg.

## Ascendance
|  |                                                                      |  |  |  |  |  |  |  |  |  |  |  |  |
|  | 8. Ernest-Auguste de Hanovre                                         |  |  |  |  |  |  |  |  |  |  |  |  |
|  |                                                                      |  |  |  |  |  |  |  |  |  |  |  |  |
|  |                                                                      |  |  |  |  |  |  |  |  |  |  |  |  |
|  | 4. Ernest-Auguste de Brunswick                                       |  |  |  |  |  |  |  |  |  |  |  |  |
|  |                                                                      |  |  |  |  |  |  |  |  |  |  |  |  |
|  |                                                                      |  |  |  |  |  |  |  |  |  |  |  |  |
|  | 9. Thyra de Danemark                                                 |  |  |  |  |  |  |  |  |  |  |  |  |
|  |                                                                      |  |  |  |  |  |  |  |  |  |  |  |  |
|  |                                                                      |  |  |  |  |  |  |  |  |  |  |  |  |
|  | 2. Ernest-Auguste de Hanovre                                         |  |  |  |  |  |  |  |  |  |  |  |  |
|  |                                                                      |  |  |  |  |  |  |  |  |  |  |  |  |
|  |                                                                      |  |  |  |  |  |  |  |  |  |  |  |  |
|  | 10. Guillaume II d'Allemagne                                         |  |  |  |  |  |  |  |  |  |  |  |  |
|  |                                                                      |  |  |  |  |  |  |  |  |  |  |  |  |
|  |                                                                      |  |  |  |  |  |  |  |  |  |  |  |  |
|  | 5. Victoria-Louise de Prusse                                         |  |  |  |  |  |  |  |  |  |  |  |  |
|  |                                                                      |  |  |  |  |  |  |  |  |  |  |  |  |
|  |                                                                      |  |  |  |  |  |  |  |  |  |  |  |  |
|  | 11. Augusta-Victoria de Schleswig-Holstein-Sonderbourg-Augustenbourg |  |  |  |  |  |  |  |  |  |  |  |  |
|  |                                                                      |  |  |  |  |  |  |  |  |  |  |  |  |
|  |                                                                      |  |  |  |  |  |  |  |  |  |  |  |  |
|  | 1. Ludwig Rudolph de Hanovre                                         |  |  |  |  |  |  |  |  |  |  |  |  |
|  |                                                                      |  |  |  |  |  |  |  |  |  |  |  |  |
|  |                                                                      |  |  |  |  |  |  |  |  |  |  |  |  |
|  | 12. Frédéric de Schleswig-Holstein-Sonderbourg-Glücksbourg           |  |  |  |  |  |  |  |  |  |  |  |  |
|  |                                                                      |  |  |  |  |  |  |  |  |  |  |  |  |
|  |                                                                      |  |  |  |  |  |  |  |  |  |  |  |  |
|  | 6. Albert de Schleswig-Holstein-Sonderbourg-Glücksbourg              |  |  |  |  |  |  |  |  |  |  |  |  |
|  |                                                                      |  |  |  |  |  |  |  |  |  |  |  |  |
|  |                                                                      |  |  |  |  |  |  |  |  |  |  |  |  |
|  | 13. Adélaïde de Schaumbourg-Lippe                                    |  |  |  |  |  |  |  |  |  |  |  |  |
|  |                                                                      |  |  |  |  |  |  |  |  |  |  |  |  |
|  |                                                                      |  |  |  |  |  |  |  |  |  |  |  |  |
|  | 3. Ortrude de Schleswig-Holstein-Sonderbourg-Glücksbourg             |  |  |  |  |  |  |  |  |  |  |  |  |
|  |                                                                      |  |  |  |  |  |  |  |  |  |  |  |  |
|  |                                                                      |  |  |  |  |  |  |  |  |  |  |  |  |
|  | 14. Bruno d'Isembourg-Büdingen                                       |  |  |  |  |  |  |  |  |  |  |  |  |
|  |                                                                      |  |  |  |  |  |  |  |  |  |  |  |  |
|  |                                                                      |  |  |  |  |  |  |  |  |  |  |  |  |
|  | 7. Hertha d'Isembourg-Büdingen                                       |  |  |  |  |  |  |  |  |  |  |  |  |
|  |                                                                      |  |  |  |  |  |  |  |  |  |  |  |  |
|  |                                                                      |  |  |  |  |  |  |  |  |  |  |  |  |
|  | 15. Bertha de Castell-Rüdenhausen                                    |  |  |  |  |  |  |  |  |  |  |  |  |
|  |                                                                      |  |  |  |  |  |  |  |  |  |  |  |  |
|  |                                                                      |  |  |  |  |  |  |  |  |  |  |  |  |